# Ajdir (Al Hoceïma)
Pour les articles homonymes, voir Ajdir.
Ajdir (en berbère : ⴰⵊⴷⵉⵔ ; en arabe : أجدير) est une commune et ville — municipalité — de la province d'Al Hoceïma, dans la région de Tanger-Tétouan-Al Hoceïma, au Maroc. Elle appartient à la tribu rifaine des Aït Ouriaghel.

## Histoire
Après avoir été le centre urbain de la commune rurale d'Aït Youssef Ou Ali, la ville d'Ajdir a été érigée en municipalité (ou commune urbaine) en 2008.
Ajdir a aussi été capitale de la république du Rif (1921-1927).

## Démographie
De 1994 à 2004, la population d'Ajdir est passée de 3 669 à 3 987 habitants.
La ville est connue pour avoir fourni un grand nombre d'immigrés marocains vers la Belgique et les Pays-Bas.[réf. nécessaire]

## Personnalités liées à la commune
- Abdelkrim el-Khattabi (1882-1963), chef militaire et dirigeant politique rifain, né à Ajdir.